# Helena Válková
Helena Válková, geborene Helena Mičková (* 7. Januar 1951 in Chlumec nad Cidlinou, Tschechoslowakei), ist eine tschechische Politikerin, Professorin, Rechtsanwältin (spezialisiert auf Strafrecht und Kriminologie). Von 2014 bis 2015 war sie Justizministerin.

## Werdegang
Bis 1989 war Válková Mitglied der Kommunistischen Partei der Tschechoslowakei. Nach 1989 engagierte sie sich in der Bewegung Občanské fórum (Bürgerforum). Ab 1993 lehrte sie an der juristischen Fakultät der Westböhmischen Universität in Pilsen und arbeitete an der Gründung und dem Ausbau der Abteilung für Strafrecht. 1998 wurde sie Lehrstuhlinhaberin in dieser Abteilung.
Einer breiten Öffentlichkeit wurde sie 2009 bekannt, als sie an dieser Fakultät der Westböhmischen Universität in Pilsen Missstände unter anderem bei der Vergabe von Diplomen und Titeln (u. a. an ranghohe Politiker) offengelegt und kritisiert hatte, woraufhin die Fakultätsleitung zurücktreten musste, was den Lehrbetrieb störte. Wegen ihrer Kritik wurde sie 2009 der Leitung des Lehrstuhls vorübergehend entbunden. 2011, nach weiteren Unstimmigkeiten, verließ sie mit einigen anderen Kollegen die Hochschule endgültig.
Von Januar 2014 bis Anfang März 2015 war sie Justizministerin in der Regierung Bohuslav Sobotka. Sie trat nach Kritik an ihrer Amtsführung zurück. Nachfolger wurde ihr bisheriger Stellvertreter Robert Pelikán.
Im Mai 2019 wurde sie Menschenrechtsbeauftragte der Regierung. Im Dezember 2019 schlug Präsident Zeman vor, Válková als Ombudsfrau für Menschenrechte zu nominieren. Anfang 2020 wurde allerdings bekannt, dass sie mit Josef Urválek, der als Staatsanwalt im Prozess gegen Milada Horáková von 1950 sowie im Slánský-Prozess von 1952 Dutzende von Todesurteilen beantragte, 1979 einen Artikel geschrieben hatte, in dem sie die verschärften Maßnahmen und Schikanen gegen Dissidenten, insbesondere gegen die Charta-77-Aktivisten, entschieden verteidigte. Válková bestritt diese Berichte und bezeichnete sie als eine Lüge, verzichtete jedoch anschließend auf die Nominierung. Sie lehnte es jedoch ab, als Menschenrechtsbeauftragte der Regierung zurückzutreten.
Bei der Abgeordnetenhauswahl 2021 wurde sie für die ANO gewählt. Deshalb gab sie im Januar 2022 ihr Amt als Menschenrechtsbeauftragte der Regierung auf.